# آرثر بلوخ
آرثر بلوخ (بالإنجليزية: Arthur Bloch)‏ هو كاتب أمريكي، ولد في 1948.